# 신 열혈경파: 쿠니오 일행의 만가
《신 열혈경파: 쿠니오 일행의 만가》(新・熱血硬派 くにおたちの挽歌)는 일본의 게임 회사 테크노스 저팬이 발매한 진행형 격투 게임이다. 슈퍼 패미컴으로 발매된 《쿠니오군》 시리즈 네번째 작품으로, 1994년 4월 29일 일본에서만 출시됐다. 실개발은 알마닉 코퍼레이션이 담당했으며, 시리즈 제작자였던 키시모토 요시히사가 테크노스 저팬 재직중에 참가한 최후의 게임이다.
시리즈 주인공 쿠니오와 리키가 뺑소니 혐의를 쓰고 감옥에 갇히자, 친구들의 도움을 받아 누명을 벗고 진범을 추적하는 것이 주 내용이다. 보통 《쿠니오군》 게임들과는 달리 무겁고 진중한 이야기가 특징이다. 두 주인공 이외에 그들의 여자친구 미사코와 쿄코도 플레이어 캐릭터로 등장해 최대 4인을 번갈아가면서 플레이할 수 있고, 2인용 플레이를 지원한다.

## 개발
이 게임에 쓰인 엔진은 이후 격투 레이싱 게임 《슈퍼 매트 챔프》에 다시 쓰였다. 디자이너 키시모토는 이 게임의 후속작에 해당하는 《열혈경파 쿠니오군: 구룡의 손톰》이라는 제목의 각본을 쓴 적이 있으나 실제로는 제작하지 않았다.

## 후속
2015년 회사 시티 커넥션이 이 게임의 사운드트랙 음반을 디지털 플랫폼으로 발매했다. 2019년에 발매된 《쿠니오군》 게임 《리버 시티 걸즈》에는 이 게임의 음악 일부가 재등장한다.

## 평가
| 평가                                                                                           |        |
| ---------------------------------------------------------------------------------------------- | ------ |
| 평론 점수 평론사 점수 패미츠 24/40 닌텐도 라이프 8/10 Super Console 85/100 Joypad 65/100 [ 3 ] |        |
| 평론 점수                                                                                      |        |
| 평론사                                                                                         | 점수   |
| 패미츠                                                                                         | 24/40  |
| 닌텐도 라이프                                                                                  | 8/10   |
| Super Console                                                                                  | 85/100 |
| Joypad                                                                                         | 65/100 |